# Сен-Приест (Крёз)
Сен-Прие́ст (фр. Saint-Priest) — коммуна во Франции, находится в регионе Новая Аквитания. Департамент коммуны — Крёз. Входит в состав кантона Эво-ле-Бен. Округ коммуны — Обюссон.
Код INSEE коммуны — 23234.

## Население
Население коммуны на 2010 год составляло 164 человека.
| 1962 | 1968 | 1975 | 1982 | 1990 | 1999 | 2010 |
| ---- | ---- | ---- | ---- | ---- | ---- | ---- |
| 407  | 351  | 311  | 258  | 230  | 192  | 164  |

## Экономика
В 2010 году среди 94 человек трудоспособного возраста (15—64 лет) 71 были экономически активными, 23 — неактивными (показатель активности — 75,5 %, в 1999 году было 63,6 %). Из 71 активных жителей работали 59 человек (30 мужчин и 29 женщин), безработных было 12 (7 мужчин и 5 женщин). Среди 23 неактивных 2 человека были учениками или студентами, 13 — пенсионерами, 8 были неактивными по другим причинам.